# Альзакола саванова
Альзако́ла саванова (Cercotrichas hartlaubi) — вид горобцеподібних птахів родини мухоловкових (Muscicapidae). Мешкає в Центральній Африці. Вид названий на честь німецького зоолога Карла Хартлауба.

## Поширення і екологія
Саванові альзаколи мешкають в Камеруні, Центральноафриканській Республіці, Анголі, Демократичній Республіці Конго, Уганді, Руанді, Бурунді, Кенії і Танзанії. Вони живуть у вологих саванах, в чагарникових заростях, на полях і плантаціях, в садах. Зустрічаються на висоті до 2200 м над рівнем моря.